# Tostimontia
Tostimontia là một chi thực vật có hoa trong họ Cúc (Asteraceae).

## Loài
Chi Tostimontia gồm các loài: